# Джуниор Марвин
Джуниор Марвин (англ. Junior Murvin; имя при рождении Марвин Джуниор Смит; около 1946 г., Сент-Джеймс — 2 декабря 2013, Порт-Антонио) — ямайский солист и гитарист. Наиболее известен благодаря синглу Police and Thieves (с англ. — «Полицейские и Воры»), спродюсированному Ли "Скрэтч" Перри в 1976 году.

## Детство, отрочество и юность
Родился на Ямайке в городе Монтего-Бей округа Сент-Джеймс в 1946 году (по некоторым данным — в 1949). Вдохновленный работами Кёртиса Мэйфилда, Марвин начал петь и выступать перед публикой ещё в возрасте 6 лет, в период проживания в родном городе. Соседям он пел песни и таких исполнителей как Билли Экстайн, Луис Армстронг, Сэм Кук и Нат Кинг Коул. После смерти отца, вместе с семьей перебрался в Порт-Антонио, где воспитывался прабабушкой, так как вскоре его мать эмигрировала. Непосредственно с музыкой он столкнулся, когда работал в местной методистской церкви, оперируя насосом для органа, во время песнопений. Ему тоже хотелось петь, но он стеснялся, предложить свои услуги. Вскоре после того, как Марвин получил среднее образование, умерла его прабабушка и он отправился к своей бабушке в деревушку Глендевон, рядом с Монтего-Бей. В окружном городе он продолжил образование в техническом училище, где обучался механике и специализировался на автомобилях. Здесь, после любительского выступления в театре Palladium, местный солист Эролл Вебстер посоветовал ему попробовать себя в качестве солиста. После того, как тётя прислала ему из США гитару, Марвин начал писать песни, такие как «Соломон» — песня-предупреждение, вдохновленная библейскими историями, написанная для непокорных девушек. После того, как он спел её ветерану ска-сцены Роланду Альфонсо в лагере раста, тот отправил его в Кингстон, для проб на лейбле Beverley’s Records у Лесли Конга и Коксона Додда. Однако демонстрация музыкальных навыков в то время не произвело впечатление ни на них, ни во время последующей — у Ли Перри. Марвину пришлось вернуться в Монтего-Бей.

## Музыкальная карьера

### Ранние годы
Однако вскоре Марвин снова отправился в Кингстон уже с целью жить и работать в столице. Крышу он разделял со своей тётей в Тренчтауне — местных трущобах, которые были культурным оплотом города. Здесь, в эпоху расцвета рок-стеди проживали певцы и музыканты таких групп как Bob Marley & The Wailers, Toots & The Maytals, Delroy Wilson, Ken Boothe, Alton Ellis, The Heptones и все они поддерживали его в стремлении начать музыкальную карьеру. Будучи поклонником музыки соул (прежде всего, по словам Марвина, от Сэма Кука и Брука Бентона), он быстро закрепил за собой имя Junior Soul (с англ. — «Юная Душа»), под которым в 1966 году он и записал свою первую песню Miss Kushie у Сонии Поттингер для лейбла Gayfeet. В 1968 году он записал ещё одну песню о непослушной девушке — Glendevon Special у Деррика Харриотта на его лейбле Crystal, после чего начал с ним продолжительное сотрудничество. Первыми его регги-синглом можно назвать Magic Touch (1968) и The Hustler, записанные у Харриота, а также Slipping (1970) и Jennifer — у Сонии Поттингер. В 1972 и 1973 годы он записал у него свои мини-хиты Solomon (которую сам Харриотт в измененном виде записал в своём исполнении ещё в 1967 году, когда Марвин её для него спел) и Rescue The Children соответственно. Также он был участником групп The Hippy Boys (где познакомился с Максом Ромео и братьями Барретт), The Mighty Falcons и The Tornadoes, выступавших в ночных клубах и туристических отелях Кингстона. Однако в 1975 году он вернулся в Порт-Антонио, где был фронтменом группы Young Experience, ранее возглавляемой трубачом. Группа была близка к социалистически настроенному премьер министру Майклу Менли, который организовал для них музыкальный тур на Кубу. Также они выступали на дне рождения его жены, Беверли. Их песня Wise Rasta Man (с англ. — «Мудрый Растаман») подчёркивает веру Марвина в растафарианство. Тем не менее, скоро группа начала продвигаться с трудом и распалась. Марвин сосредоточился на написании текстов для песен.

### Знаменитость
В мае 1976 года Марвин снова пришёл на пробы к Ли Перри со свежей и актуальной песней Police and Thieves. Она сразу привлекла внимание «Скрэтча». Получившийся сингл стал международным хитом, вышедшим за пределы как Ямайки, так и Великобритании. Песня, написанная в условиях войны за влияние и полицейского произвола, была восторженно принята на крупнейшем лондонском карнавале, закончившемся в том году столкновениями с полицией. В ходе бунта пострадали свыше 300 полицейских, арестовано более 60 человек, повреждены 35 полицейских транспортных средств, разграблено несколько магазинов. После происшествия песня стала ассоциироваться с бунтарским движением и была запрещена к прогону на английских радиостанциях, однако для самого карнавала песня остаётся визитной карточкой уже на протяжении 40 лет. В соавторстве Марвин и Перри написали тексты для новых песен, часть из которых вышла в альбоме Police & Thieves, выпущенном в 1977 году фирмой Island Records. Сегодня альбом считается одной из лучших продюсерских работ Ли "Скрэтч" Перри. Песня, давшая название альбому, оказала большое влияние на британскую панк-рок группу The Clash, кавер-версия сингла появилась в их дебютном альбоме в апреле 1977 года. Марвин продолжал сотрудничество с Ли Перри вплоть до исчезновения студии звукорежиссёра, накладывая музыку на уже написанные ранее тексты, а также делая кавер-версии некоторых из песен любимого обоими Кёртиса Мэйфилда. Другими продюсерами, с которыми в это время работал Марвин, были Джо Гиббс и Элвин Рэнглин. После выхода фильма Rockers, сингл Police & Thieves вошёл в UK Singles Chart 1980 года, где занял 23 место.

### Поздний период
Альбом Cool Out Son (1980), записанный у Джо Гиббса был хорошо встречен публикой, однако после ряда краж на студии, Марвин был вынужден вернуться в Порт-Антонио. Последующие альбомы, несмотря на достойный материал, не пользовались особой популярностью, хотя в этот период он записывался для различных музыкантов и ключевых продюсеров, включая Errol Thompson и King Tubby. Тем не менее, выступая с коллективом Jah Postles, он пел в ряду лучших ямайских групп того времени, гастролируя по странам западной Европы. К хитам 80-х гг. можно отнести Cool out Son, I’m In Love, Bad Man Posse и Muggers in the Street. Bad Man Posse (1982) был спродюсирован переквалифицированного в продюсера, диджеем Майки Дредом; Muggers in the Street (1984) была издана одним из ведущих дэнсхолл продюсером Генри Лоусом и задумывался как продолжение темы альбома Police & Thieves; Apartheid (1986) — цифровой дэнсхолл альбом, спродюсированный Prince Jammy. Альбом 1989 года Signs and Wonders, записанный в Нью-Йорке у Delroy Wright вообще оказался еле замеченным. Интерес к Марвину возобновился спустя 10 лет в 1998 году после записи Wise Man для Dubwise Productions. После него музыкант продолжал выпускать синглы на Ямайке, некоторые из которых — на собственным небольшом лейбле Murvin в Порт-Антонио. Ещё спустя 10 лет Makasound выпустила акустические версии многих его песен в 2007 году как часть серии альбомов ямайских исполнителей Inna De Yard.

## Смерть
Умер 2 декабря 2013 года (понедельник) в возрасте 67 лет у себя дома на улице Summers Town в Порт-Антонио. Он страдал от диабета и повышенного кровяного давления (гипертонии). У Марвина осталось 5 детей.

## Культурные отсылки
Австралийский музыкант Пол Келли сослался на Марвина в его рождественской песне How To Make Gravy (с англ. — «Как делать подливу»). Песня Марвина Cool Out Son (с англ. — «Остынь, сынок») вошла в саундтрек видео-игры Skate 3, выпущенной в 2010 году.

## Дискография

### Альбомы
- Police and Thieves[англ.] (1977), Island
- Tedious (1978), Mango[англ.]
- Bad Man Posse (1982), Dread At The Controls
- Muggers in the Street (1984), Greensleeves[англ.]
- Apartheid (1986), Jammy’s
- Signs and Wonders (1989), Live & Love
- World Cry (1995), Sunvibes
- Inna de Yard (2007), Makasound